# Abu Muslim
Abu Muslim Khorasani, född Behzādān Pour Vandād Hormozd (بهزادان پور ونداد هرمزد) omkring 700 och död 755, var en persisk upprorsledare.
Abu Muslim ledde 747 ett uppror i Khorasan som ledde till att Umayyadernas dynasti föll och ersattes av Abbasidernas kalifat. Han var en stor ledarbegåvning som förstod att utnyttja det folkliga missnöjet och att driva antiumayyadisk propaganda.  Abu Muslim organiserade folket genom att använda olika strategier. Han reste runt i olika städer och byar för att sprida sitt budskap och rekrytera anhängare. Han bildade också en hemlig organisation som kunde samla och koordinera upprorsstyrkorna. Genom att organisera trupper och etablera kommunikationslinjer kunde han effektivt leda upproret och mobilisera folket mot Umayyaderna. Abu Muslim var en skicklig organisatör och kunde dra nytta av folkets missnöje för att skapa en stark och enad opposition. Han skapade en hemlig organisation genom att rekrytera lojala anhängare och bygga upp ett nätverk av förtroende. Han använde sig av kodord och hemliga mötesplatser för att undvika upptäckt av Umayyaderna. Genom att hålla sin organisation hemlig kunde han effektivt organisera och koordinera upproret utan att fienden fick vetskap om det. Det var genom denna hemliga organisation som Abu Muslim kunde samla och mobilisera folket mot Umayyaderna.
Efter att det nya kalifatet hade etablerats, fick Abu Muslim Khorasan som ett område att styra över. Han använde detta som bas för att organisera upproret mot Umayyaderna. Genom att resa runt i städer och byar i Khorasan lyckades han sprida sitt budskap och rekrytera anhängare till sin sak. 
Abu Muslim senare avsatt av Al-Mansur, den nya kalifen, och mördades. Trots detta lämnade hans insatser ett betydande arv och bidrog till att forma den framtida utvecklingen av Abbasidernas kalifat.